# ヒダリマキマイマイ
ヒダリマキマイマイ（左巻蝸牛）、学名 Euhadra quaesita は、有肺目ナンバンマイマイ科に分類されるカタツムリの一種。日本の本州北部と周辺島嶼に分布し、比較的目に付く機会も多い。また、チャイロヒダリマキマイマイ（茶色左巻蝸牛）E. q. Montium、ヘグラマイマイ（舳倉蝸牛）E. q. heguraensis の2亜種が知られる。

## 特徴
成貝は殻高33mm・殻径50mm前後。やや高い円錐形で、和名通り左巻きである。左巻きの巻貝は珍しく、学名にある"quaesita"も「稀な」という意味がある。殻色は黄褐色-褐色、殻表は艶はないが滑らかで、成長脈を刻む程度。色帯は0204型(巻きに沿って1本線と臍孔周辺)が多いが、0000型（無帯）や1234型など変異もある。殻口は環状に厚くなり白い。臍孔は深く開く。軟体の背面は黒や黄褐色の斑点が点在するが、生息環境により変異がある。
本州の中部地方・関東地方・東北地方に分布し、伊豆諸島や石川県舳倉島・山形県飛島など周辺離島にも分布する。
半樹上性で湿った場所を好み、森林や草原など比較的幅広い環境に生息するが、市街地や水田などでは少ない。また近年では宅地造成などの開発によって減少している。生態は不明な点も多いが、枯葉やキノコなどを餌とする。コンクリートなどの人工物についた藻類を食べて、これらに食痕を残すこともある。飼育下ではサツマイモやイカの甲など様々なものを食べる。
繁殖方法は雌雄同体で、交尾で他個体と精莢を交換した後に産卵する。5月頃から交尾を始めるが、7-9月によく産卵する。1回の産卵数は30-40個ほど、最多で120個の記録がある。卵は30-40日で孵化するが、秋に産卵された卵はそのまま越冬し翌春に孵化する。

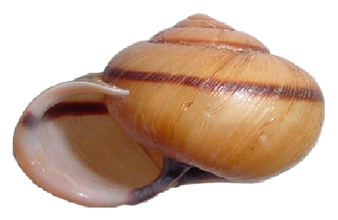
ヒダリマキマイマイの殻
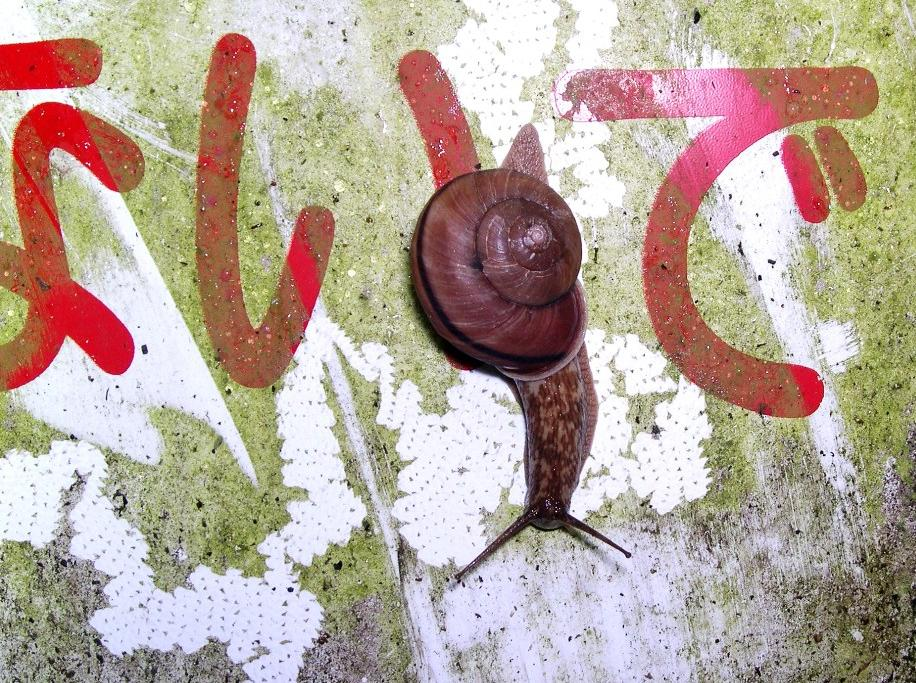
看板表面の藻類を食べる生体。歯舌で藻類を削った食痕が残っている

## 近縁種
本州中部-北部には、他にも左巻きのカタツムリが生息している。
- ヒダリマキマイマイ Euhadra quaesita (Deshayes, 1850)
  - チャイロヒダリマキマイマイ E. q. montium (Martens,1879)

ヒダリマキマイマイの亜種。殻幅50mm前後。殻の色が暗褐色で火炎彩をもつ。関東地方と中部地方の山地に分布する。
  - ヘグラマイマイ E. q. heguraensis Kuroda et Tan,1936

石川県舳倉島の固有亜種。殻径30mmほどと小形で、臍孔が狭く、殻口が著しく下向きなどの特徴がある。
- ムラヤママイマイ E. murayamai Habe,1976
- ムツヒダリマキマイマイ E. decorata (Pilsbry et Hirase,1903)
  - ナンブマイマイ（ナンブヒダリマキマイマイ） E. d. diminuta Toba et Kuroda,1936
- トバマイマイ E. tobai S. Hirase,1929
- イワデマイマイ E. iwadensis Toba et Kuroda,1936
- オオタキマイマイ E. grata (Gude,1900) - 貝類研究者大滝五百太に因んだ献名
  - ミチノクマイマイ E. g. gratoides Kira,1959
  - エムラマイマイ E. g. emurai Kuroda,1931 - 貝類学者江村重雄に因んだ献名
  - トビシママイマイ E. g. tobisimae Kuroda,1931
  - エチゴマイマイ E. g. echigoensis Murayama, Takizawa et Habe,1991
- ミヤマヒダリマキマイマイ E. scaevola (Martens,1877)
  - ヒラヒダリマキマイマイ E. s. interioris Pilsbry,1928
  - ミカワマイマイ E. s. mikawa Amano,1939